# Clinotarsus alticola
Clinotarsus alticola là một loài ếch trong họ Ranidae.
Nó được tìm thấy ở Bangladesh, Ấn Độ, Myanma, Thái Lan, có thể Trung Quốc, và có thể Nepal.
Các môi trường sống tự nhiên của chúng là các khu rừng ẩm ướt đất thấp nhiệt đới hoặc cận nhiệt đới, vùng đất ẩm có cây bụi nhiệt đới hoặc cận nhiệt đới, đồng cỏ nhiệt đới hoặc cận nhiệt đới vùng ngập nước hoặc lụt theo mùa, và sông. Loài này đang bị đe dọa do mất môi trường sống.

## Hình ảnh

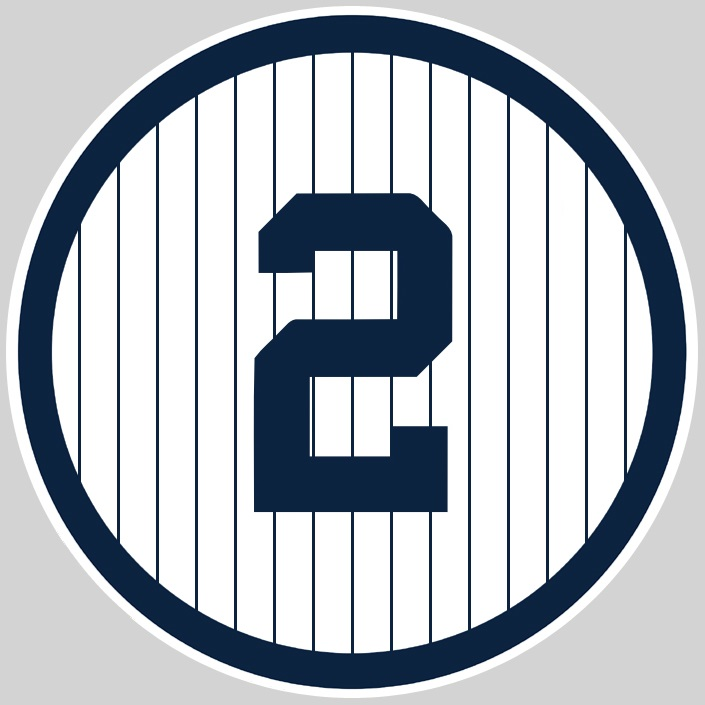
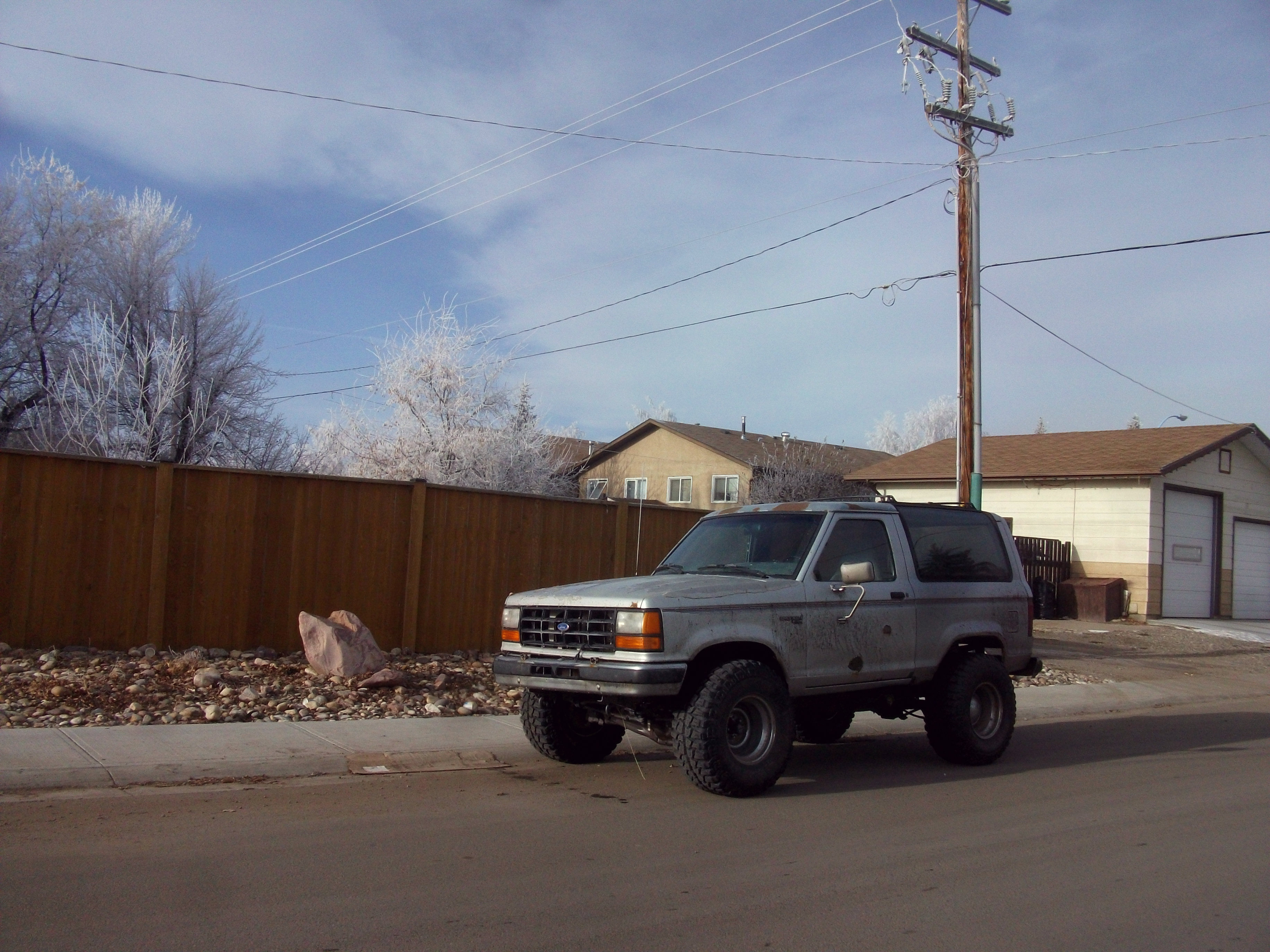